# Бюсрот-э-Монтенай
Бюсро́т-э-Монтена́й (фр. Busserotte-et-Montenaille) — коммуна во Франции, находится в регионе Бургундия. Департамент коммуны — Кот-д’Ор. Входит в состав кантона Грансе-ле-Шато-Нёвель. Округ коммуны — Дижон.
Код INSEE коммуны — 21118.

## Население
Население коммуны на 2010 год составляло 33 человека.
| 1962 | 1968 | 1975 | 1982 | 1990 | 1999 | 2010 |
| ---- | ---- | ---- | ---- | ---- | ---- | ---- |
| 39   | 46   | 39   | 35   | 33   | 30   | 33   |

## Экономика
В 2010 году среди 26 человек трудоспособного возраста (15—64 лет) 19 были экономически активными, 7 — неактивными (показатель активности — 73,1 %, в 1999 году было 64,3 %). Из 19 активных жителей работали 17 человек (9 мужчин и 8 женщин), безработных было 2 (2 мужчин и 0 женщин). Среди 7 неактивных 1 человек был учеником или студентом, 4 — пенсионерами, 2 были неактивными по другим причинам.

## История
Первоначально эти две деревни, Бюсрот и Монтенай, были частью феодальных владений Грансе-сюр-Урс.
В 1132 году местность Монтенай была передана Бюр-ле-Тамплие, а в 1312 году была возвращена Грансе.